# Paul H. Skelton
Paul Harvey Skelton (* 29. August 1948 in Johannesburg, Transvaal) ist ein südafrikanischer Ichthyologe. 

## Leben
Skelton besuchte von 1954 bis 1960 die St. Pauls Preparatory School in Maryvale, einer Vorstadt von Johannesburg. Ab 1961 absolvierte er das St. Benedicts College in Bedfordview, wo er 1965 seinen Abschluss machte. Ab 1967 studierte er Zoologie und Entomologie an der Rhodes-Universität in Grahamstown, wo er 1969 seinen Bachelor of Science und 1970 seinen Bachelor of Science mit Auszeichnung (BSc (Hons)) erwarb. Von 1972 bis 1983 war er Kurator für Fische am Albany Museum in Grahamstown. 1980 wurde er mit Dissertation Systematics and biogeography of the redfin minnows (Pisces: Cyprinidae) from Southern Africa zum Ph.D. an der Rhodes-Universität promoviert. Von 1984 bis 1995 war er Kurator für Süßwasserfische am J. L. B. Smith Institute (heute South African Institute of Aquatic Biology, SAIAB). Während seiner Amtszeit wurde die Fischsammlung um das 5½-fache vergrößert und um osteologische Präparate, Farbdias von Fischen und Lebensräumen sowie Schuppen erweitert. Von 1995 bis 1998 war er Direktor des J. L. B. Smith Institute und von 1999 bis zu seinem Ruhestand im August 2011 geschäftsführender Direktor des SAIAB. 1996 wurde er ordentlicher Professor an der Rhodes-Universität.
Skelton führte im gesamten südlichen Afrika umfangreiche Fischstudien durch. Zu seinen wichtigsten Expeditionen und Forschungsreisen zählen der Olifants River, die südliche und östliche Kapprovinz, Lesotho, der Caprivizipfel, die Provinz Natal, der Okavango und der Okavangodelta, der Kunene, der Mkuze, das Nord-Ost-Kap, Simbabwe, Malawi, der Oranje, Höhlen in Namibia, der Waterberg, Tansania, der Oberlauf des Sambesi, Sambia, der Cuanza und Angola.
Skelton beschrieb mehrere Süßwasserfischarten aus den Familien Cyprinidae, Amphiliidae, Austroglanididae, Mastacembelidae, Mochokidae, Cichlidae, Mormyridae, Anabantidae und Poeciliidae.
Skelton ist mit Anne Frances Heffer verheiratet, mit der er zwei Söhne und eine Tochter hat.

## Mitgliedschaften
Skelton war von 1972 bis 1983 und ist erneut seit 1992 Mitglied der Zoological Society of Southern Africa. Seit 1972 ist er Mitglied der Southern African Society of Aquatic Scientists (früher Limnological Society of Southern Africa), wo er von 1982 bis 1984 Schatzmeister war.
Von 1973 bis 2001 war er Mitglied der American Society of Ichthyologists and Herpetologists. Seit 1980 ist er Mitglied der South African Institute of Ecologists and Environmental Scientists, seit 1984 der European Ichthyological Union, seit 1988 der Royal Society of South Africa, seit 1993 der African Fish and Fisheries Association (PARADI/PAFFA) und seit 1996 der Southern African Museums Association. Von 1987 bis 1992 war er Mitglied der Société française d’ichthyologie.

## Auszeichnungen und Dedikationsnamen
Skelton erhielt 1970 den Ewer Prize der Rhodes-Universität in Zoologie und 1997 die Silbermedaille der South African Society of Aquatic Scientists (SASAQS) für sein Buch A complete Guide to the Freshwater Fishes of Southern Africa. Nach ihm sind die Arten Pseudobarbus skeltoni Chakona & Swartz, 2013, Doumea skeltoni Ferraris & Vari, 2014 und Nothobranchius skeltoni Watters, Nagy & Bellstedt, 2019 benannt.

## Schriften (Auswahl)
- South African Red Data Book, 1977
- Pocket guide to the freshwater fishes of southern Africa, 1982
- The fishes of the Okavango drainage system in Angola, South West Africa, and Botswana: taxonomy and distribution, 1985
- A Complete Guide to Freshwater Fishes of Southern Africa, 1993
- Scientific and common names of southern African freshwater fishes, 1993
- The J. L. B. Smith Institute of Ichthyology: 50 years of ichthyology, 1997
- African fish and fisheries: diversity and utilisation, 2001
- Fishes of the Okavango Delta & Chobe River, Botswana, 2018